# Antyfaszystowski Front Kobiet
Antyfaszystowski Front Kobiet (serb.-chorw. Antifašistička fronta žena, Антифашистички фронт жена, w skrócie AFŽ/AФЖ; słoweń. Protifašistično fronta žensk; mac. Антифашистички фронт на жените) – feministyczna i antyfaszystowska organizacja funkcjonująca w latach 1942–1953 na terenach byłej Jugosławii. Silnie zaangażowana w komunistyczne oraz wielonarodowe działania jugosłowiańskiego ruchu oporu podczas II wojny światowej.
Utworzona przez wolontariuszki 6 grudnia 1942, na I Krajowej Konferencji Kobiet, która odbyła się w Bosanskim Petrovacu.

## Nazwa
Na początku swojej działalności organizacja nosiła nazwę „Antyfaszystowska Organizacja Kobiet”. W Chorwacji nazywała się „Antyfaszystowski Front Chorwatek”. W Słowenii z kolei nosiła kilka nazw: „Antyfaszystowskie Stowarzyszenie Kobiet”, „Kobiety Frontu Antyfaszystowskiego” i „Antyfaszystowski Front Kobiet”. Została jednak oficjalnie założona jako „Słoweńskie Antyfaszystowskie Stowarzyszenie Kobiet”. W Macedonii była nazwana „Antyfaszystowski Front Kobiet Macedonii”. W Serbii natomiast „Antyfaszystowski Front Kobiet Serbii”, w którego skład wchodził „Antyfaszystowski Front Kobiet Wojwodina” (działający w Suboticy).

## Geneza
Przed drugą wojną światową wiele organizacji kobiet propagowało pokój i walka przeciw totalitarnym reżimom zyskującym władzę w Europie. Podczas wojny wiele kobiet działało w antyfaszystowskich ruchach. Potwierdza to pierwszy dokument najwyższej siedziby ochotniczej armii narodowowyzwoleńczej Jugosławii, która miała wtedy najwięcej władzy na wyzwolonych ziemiach. W wielu dokumentach potwierdzone były zarówno bierne, jak i aktywne prawo kobiet do udziału w głosowaniach. Choć były one teoretycznie zapewnione już przed 1941 w konstytucji, to kobiety w praktyce nie mogły z nich korzystać.
Wiele organizacji kobiet założonych w 1941, działających w różnych obszarach wzięło udział 6.12.1942 w narodowej konferencji kobiet. Przyjechało na nią łącznie 166 delegatek z całej Jugosławii (z wyjątkiem Macedonii z powodu za dużej odległości i możliwego zagrożenia). Na konferencji został założony Antyfaszystowski front kobiet, którego celami była mobilizacja kobiet przy pomocy nowym oddziałom, pomoc partyzantom, branie udział w zbrojnych akcjach sabotażu i promowanie „braterstwa i zjednoczenia” wśród kobiet.
Organizacja ta była zdecentralizowana i składała się z:
- Antyfaszystowski Front Kobiet Bośni i Hercegowiny
- Antyfaszystowski Front Kobiet Chorwacji
- Antyfaszystowski Front Kobiet Kosowa
- Antyfaszystowski Front Kobiet Macedonii
- Antyfaszystowski Front Kobiet Czarnogóry
- Antyfaszystowski Front Kobiet Serbii
- Antyfaszystowski Front Kobiet Słowenii
- Antyfaszystowski Front Kobiet Wojwodiny

## Druga wojna światowa
Po inwazji na Jugosławię, AFŽ pełnił ważną rolę. Według różnych szacunków około 2 mln ludzi pomogło Narodowej Armii Wyzwolenia Jugosławii, a około 110 tys. kobiet służyło w oddziałach militarnych, w tym 2 tys. zostało oficerami. Komisje AFŽ zajmowały się m.in. szyciem ubrań dla żołnierzy i partyzantów, pomocą dzieciom, leczeniem rannych żołnierzy (wiele kobiet pracowało jako sanitariuszki) oraz pracą w rolnictwie. Kobiety również kupowały sprzęt dla żołnierzy, pracowały jako kurierzy, były instruktorami politycznymi czy uczyły świeżych rekrutów podstaw wojskowości.

### Straty
Spośród 305 tys. zmarłych żołnierzy 25 tys. było kobietami, a spośród 405 tys. rannych 40 tys.

## Po wojnie
Dzięki swojej walce na rzecz kraju kobiety miały po wojnie zapewnione niektóre równe prawa które zostały zapisane w nowej konstytucji Jugosławii. Działania AFŽ po wojnie sprowadzały się w głównej mierze do: złagodzenia konsekwencji wojny, promowania edukacji (zwłaszcza edukacji dziewczynek), budowania budynków mieszkalnych, działania na rzecz kultury i przeciwko dyskryminacji i segregacji kobiet.
Antyfaszystowski Front Kobiet został zniesiony na IV Kongresie (26–28 września 1953) w Belgradzie, kiedy zdecydowano o zmianie nazywa na Stowarzyszenie Kobiet Jugosławii i włączenie go do Socjalistycznego Związku Ludzi Pracujących Jugosławii. Decyzje o przekształceniu argumentowano „zbędną działalnością polityczną”.